# Аліса в Альпах
«Аліса в Альпах» (англ. Alice in the Alps) — американський анімаційний короткометражний  фільм із серії «Комедії Аліси», що вийшов 21 березня 1927 року.

## Синопсис
Комічні нещастя з парним катанням на ковзанах в Альпах і пізнішим альпінізмом з Пітом.

## Головні персонажі
- Аліса
- Юлій
- Піт

## Інформаційні данні
- Аніматори[3]:
  - Аб Айверкс
  - Роллін Гамільтон[en]
  - Рудольф Ізінг[en]
  - Г'ю Гарман[en]
  - Роберт Едмундс
- Оператор[3]:
  - Рудольф Ізінг[en]
- Живі актори[3]:
  - Маргі Ґей[fr]
- Тип анімації: об'єднання реальної дії та стандартної анімації
- Виробничий код: ACL-34[4]